# Charmes-sur-Rhône
Charmes-sur-Rhône è un comune francese di 2 470 abitanti situato nel dipartimento dell'Ardèche della regione dell'Alvernia-Rodano-Alpi.

## Società

### Evoluzione demografica
Abitanti censiti